# Keegan Palmer
Keegan Christopher Palmer (San Diego, Estados Unidos, 13 de marzo de 2003) es un deportista australiano que compite en skateboarding, en la modalidad de parque.
Participó en dos Juegos Olímpicos de Verano, obteniendo dos medallas de oro, en Tokio 2020 y París 2024, ambas en la prueba individual. En 2022 fue condecorado con la Medalla de la Orden de Australia (OAM).

## Palmarés internacional
| Juegos Olímpicos | Juegos Olímpicos | Juegos Olímpicos | Juegos Olímpicos |
| Año              | Lugar            | Medalla          | Prueba           |
| ---------------- | ---------------- | ---------------- | ---------------- |
| 2020             | Tokio (Japón)    | Medalla de oro   | Parque           |
| 2024             | París (Francia)  | Medalla de oro   | Parque           |